# 弗雷德里克·沃克·莫特

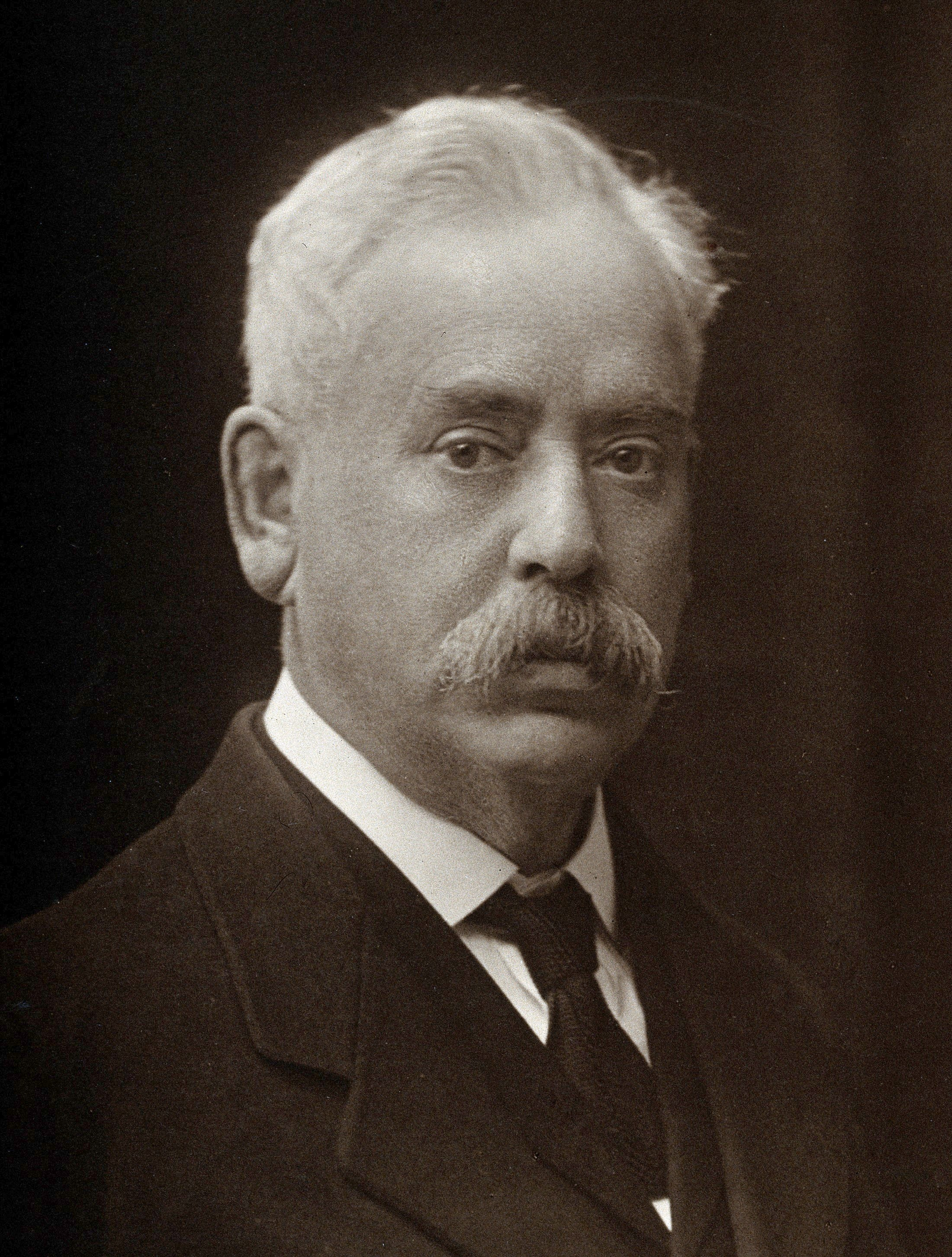

弗雷德里克·沃克·莫特（英語：Frederick Walker Mott，1853年10月23日—1926年6月8日）是一位英格兰生物化学家，被认为是英国生物化学的先驱，在与精神障碍有关的神经病理学和内分泌腺方面的工作而闻名，曾为倫敦皇家內科醫師學會讲师，1896年当选皇家学会会士，1909年至1912年任富勒生理学教授。